# Angaité
Angaité (Enlhit, Chenanesmá, Enenlhet), pleme američkih Indijanaca iz paragvajskog Chaca srodni Sanapanáma, porodica Mascoian. Populacija im iznosi oko 4,000 (1991. SIL). poglavito u naseljima Puerto Casado, Guajó, Cerrito, San Pedro Tuparandá, San Carlos, Colonia 3 (Gnadenheim;osnovali ga menoniti) i Juan de Salazar. U prošlosti oni su imali kulturu tipičnu za Chaco-plemena: sakupljanje divljeg voća i bilja i kopanje jestivog korijenja. Organizirali su i skupne lovove nakon što su usvojili konje koje su donesi Španjolci. Glavna lovina bili su nandu i pekari. Danas mnogi rade kao nadničari na farmama, a guarani se nameće kao prvi jezik, osobito mlađoj populaciji.
Mnogi Angaite stradali su u vrijeme Chaco-rata koji se od 1932. do 1935. vodio između Paragvaja i Bolivije. 

## Vanjske poveznice
- Angaité
- Lengua Angaité